# Luther Allison
Luther Allison (Widener, 17 de agosto de 1939 – Madison, Wisconsin, 12 de agosto de 1997) fue un guitarrista de blues estadounidense.

## Carrera
Nace en Widener, Arkansas y se traslada con su familia, a la edad de doce años, a Chicago, en 1951. Aprende a tocar la guitarra él mismo y empieza a escuchar blues intensamente. Tres años más tarde empieza a actuar fuera de los cabarets de blues con la esperanza de ser invitado a actuar. Toca con la banda de Howlin Wolf y respaldando a James Cotton.
Su confirmación llegó en 1957 cuándo Howlin Wolf  invita a Allison a entrar en su banda. Después Freddie King le tomó bajo su protección cuando consiguió un contrato de grabación importante. Allison toca con la banda de King la zona oeste de Chicago. Trabaja el circuito de clubs durante los últimos años 50 y primeros 60 y graba su primer álbum en solitario en 1965. Firma con Delmark Records en 1967 y publica su álbum de debut, Love Me Mama, al año siguiente. Su actuación de 1969 en el Ann Arbor Blues Festival tiene muy buena acogida y lo llaman para tocar en el festival en los tres años siguientes. En 1972 firma con Motown Records, siendo uno de los pocos bluesman que lo consiguen. A mediados de los 70 empieza a visitar Europa y se traslada a Francia en 1977. Allison era conocido por sus conciertos potentes, con largos solos de guitarra emocionales y sus improvisaciones con su Gibson Les Paul. 
Después Allison vivió brevemente en Peoria, Illinois, donde firma con Rumble Records, publicando dos discos en vivo, "Gonna Be a Live One in Here Tonight", producido por Bill Knight, y "Power Wire Blues", producido por George Faber y Jeffrey P. Hess. Allison toca en el "bar circuit" en los EE. UU. durante este periodo, tocando ocho meses por año en Europa en locales relevantes, incluyendo el Montreux Jazz Festival. En 1992, actúa como dúo con la legendaria estrella de rock francés Johnny Hallyday, en 18 espectáculos en París, tocando el solo durante el entreacto.
El mánager de Allison y agente europeo, Thomas Ruf, fundó la etiqueta Ruf Registros en 1994. Aunque firma con Ruf Records, Allison lanza también su retorno en EE. UU. en asociación con Alligator Records. El fundador de Alligator Bruce Iglauer convenció Allison para regresar a los Estados Unidos. El álbum Soul Fixin' Man fue grabado y publicado en 1994 y Allison visitó los EE. UU. y Canadá. Ganó cuatro Premios W.C. Handy en 1994. Con la James Solberg Band que le respalda, no para de hacer giras y tras la publicación de Blue Streak (incluyendo el tema "Cherry Red Wine"), Allison continuó ganando más Handys y obteniendo un reconocimiento más amplio.
En medio de su gira del verano de 1997, Allison fue a un hospital para hacerse un chequeo por pérdida de coordinación. Le fue descubierto un tumor en su pulmón con metástasis en su cerebro. Entró en coma y murió el 12 de agosto de 1997, en vísperas de su 58.º cumpleaños, en Madison, Wisconsin. Su álbum Reckless acababa de ser publicado. 
Fue introducido a título póstumo en el Blues Hall of Fame en 1998. En 2000, el Sun-Times de Chicago le llamó "El Bruce Springsteen del blues". Es una influencia importante para muchos jóvenes guitarristas de blues como Chris Beard y Reggie Sears.
Allison está enterrado en el Cementerio Washington Memory Gardens en Homewood, Illinois.

## Discografía

### Estudio y álbumes vivos
| Año  | Título                                  | Sello            | Número      | Notas |
| 1969 | Love Me Mama                            | Delmark          | 625         | |
| 1972 | Bad News Is Coming                      | Motown/Gordy     | 964         | |
| 1974 | Luther's Blues                          | Motown/Gordy     | 967         | |
| 1976 | Night Life                              | Motown/Gordy     | 974         | |
| 1977 | Love Me Papa                            | Black & Blue     | 33.524      | Reissued as Estudio Eldorado 524 (Brazil) and Evidence CD 26015 (U.S.)                                                        |
| 1979 | Gonna Be a Live One in Here Tonight!    | Rumble           | 1001        | Recorded live in Peoria, Illinois, on April 18–19, 1979. reissued as Red Lightnin' 0036, South Side Safari                    |
| 1979 | Power Wire Blues                        | Rumble           | 1004        | Part 2 of the Peoria concert. Reissued 1985 as Charly 1105                                                                    |
| 1979 | Live in Paris                           | Paris Album/Buda | 2-28501     | Recorded in Paris, La Chapelle Des Lombards, 1979. Also issued as Ruf 1354, Free Bird 209/FLY06, Pläne 88295, Platinum 161354 |
| 1979 | Live                                    | Blue Silver      | 3001/3321   | Part 2 of the 1979 Paris concert. Also on Blue Sky/Buda                                                                       |
| 1980 | Time                                    | Paris Album/Buda | 2-28505     | |
| 1984 | Lets Have a Natural Ball                | JSP              | 1077        | |
| 1984 | Life is a Bitch                         | Encore!/Melodie  | 131         | Blind Pig 2287 (1987) in the U.S., retitled Serious                                                                           |
| 1985 | Here I Come                             | Encore!/Melodie  | 133         | |
| 1987 | Rich Man                                | Ruf              | 8001        | Also RFR 1005, Charly CRB 1227                                                                                                |
| 1991 | More from Berlin                        | East West        | LACD 1991-2 | Live, 1989 |
| 1992 | Hand Me Down My Moonshine               | Inak/Ruf         | 1047        | Acoustic |
| 1992 | Bercy 92 (Johnny Hallyday)              | Philips          | 514 400     | Electric guitar on one title. Recorded live at the Palais Omnisports de Paris-Bercy                                           |
| 1994 | Soul Fixin' Man                         | Alligator        | 4820        | Ruf 1021 in Europe, retitled Bad Love                                                                                         |
| 1995 | Blue Streak                             | Alligator        | 4834        | Ruf 7712 in Europe |
| 1996 | Live ’89: Let's Try It Again            | Ruf              | 1028        | Recorded in Berlin, May 1989                                                                                                  |
| 1996 | Live in Montreux - Where Have You Been? | Ruf              | 1008        | Recorded 1976-94 |
| 1997 | Reckless                                | Alligator        | 4849        | Ruf 1012 in Europe |
| 1999 | Live in Chicago                         | Alligator        | 4869        | Ruf 1042 in Europe, recorded 1995-97, 2-disc set                                                                              |
| 1999 | Standing at the Crossroad               | Black & Blue     | 421.1       | Recorded 1977 in Paris. Also Night & Day 210, Blues Reference                                                                 |
| 2002 | Pay It Forward                          | Ruf              | 1060        | Recorded 1984-94 |
| 2007 | Underground                             | Ruf              | 1132        | Recorded c. 1968 |
| 2009 | Songs from the Road                     | Ruf              | 1157        | CD+DVD recorded in Montreal, 1997                                                                                             |

### Recopilaciones
| Año  | Título                      | Etiqueta         | Número | Notas |
| 1995 | Sweet Home Chicago          | Charly           | BM-37  |       |
| 1996 | The Motown Years, 1972-1976 | Motown/Universal |        |       |

### Vídeo
| Año  | Título              | Sello | Número | Notas                                                      |
| 1998 | Live In Paradise    | Ruf   | VHS    | Recorded on La Reunion Island, April 1997. Also DVD (2001) |
| 2009 | Songs from the Road | Ruf   | 1157   | CD+DVD recorded in Montreal, 1997                          |